# Emilia Galotti

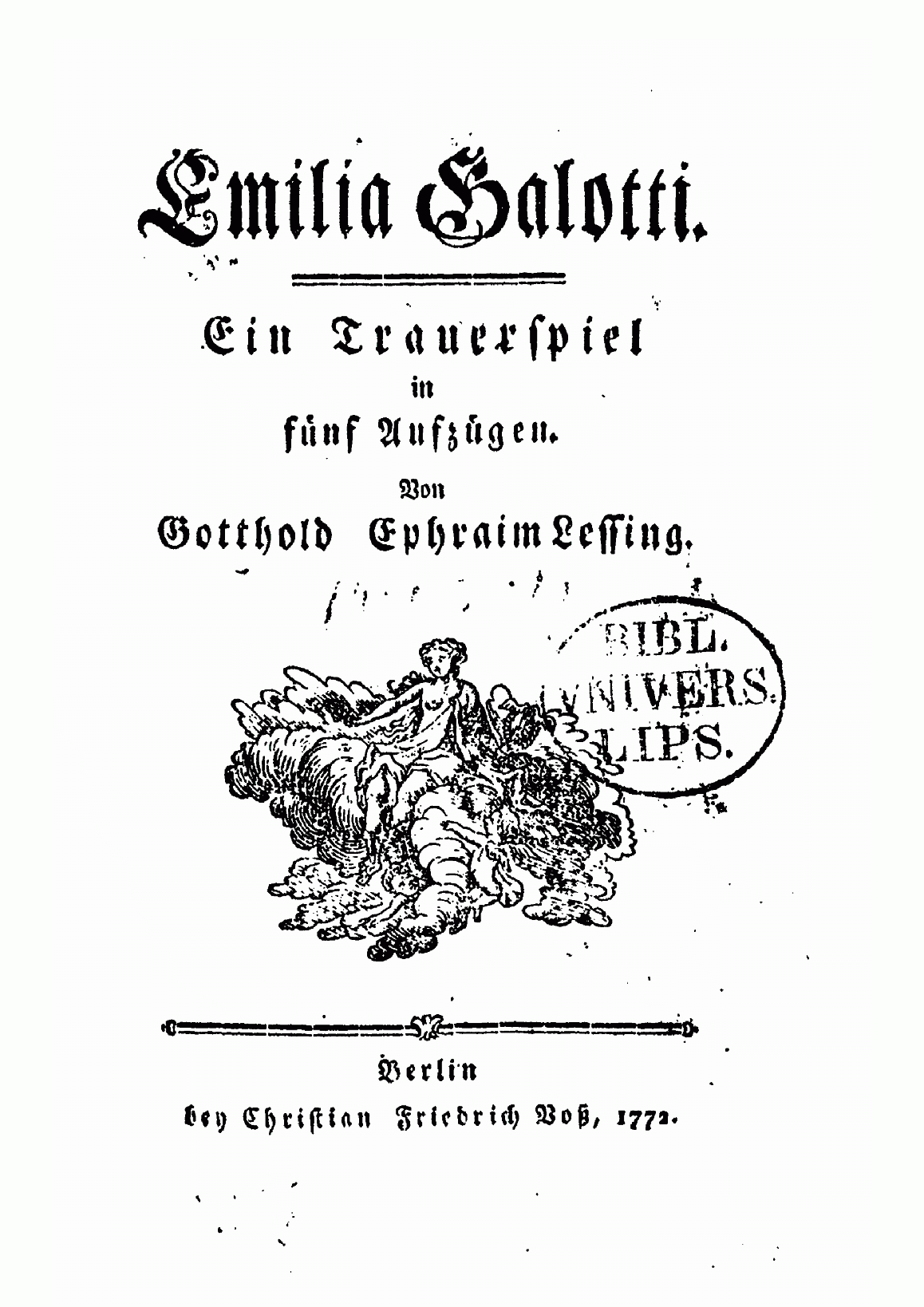
První vydání dramatu

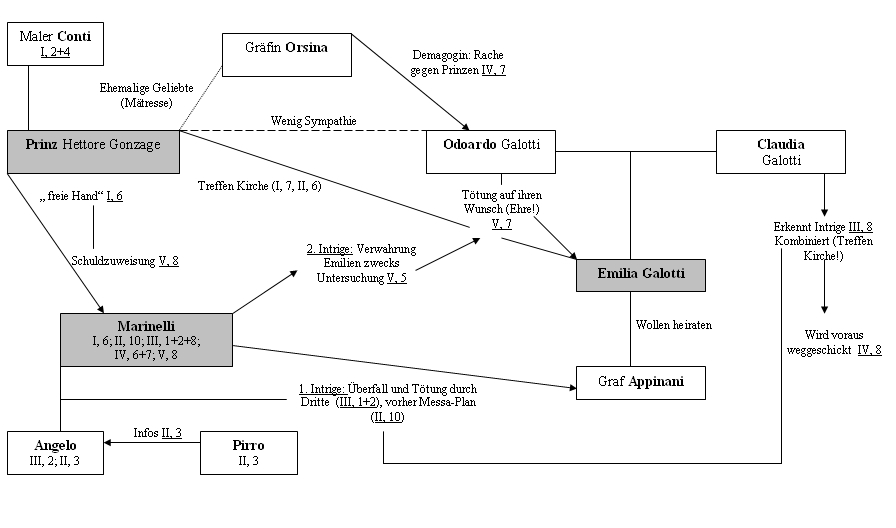
Přehled a vztahy jednotlivých postav

Emilia Galotti je drama od německého autora Gottholda Ephraima Lessinga. Poprvé vyšlo roku 1772 a je zahrnováno do preroromantického dramatu. Odehrává se v Itálii. Touto hrou bylo 21. dubna 1783 slavnostně otevřeno Nosticovo divadlo (dnešní Stavovské divadlo v Praze).

## Postavy
- Hettore Gonzaga, princ z Guastally
- Emilia Galotti
- Odoardo a Claudia – rodiče Emilie
- Marinelli, princův komoří
- Camillo Rota, jeden z princových rádců
- Conti, malíř
- Hrabě Appiani
- Hraběnka Orsina
- Angelo, Pirrus a několik sloužících

## Děj
Malíř Conti přinese princi portrét jeho družky hraběnky Orsiny, jejž si před třemi měsíci objednal. Za tu dobu již ovšem Orsinu přestal milovat a všimne si druhého portrétu, který mu Conti ukáže, na kterém je Emilie Galotti. Ačkoli ji zahlédl jen několikrát a nepochází ze šlechtického rodu, vzplanou jeho sympatie k ní.
Conti odejde a na scéně se objeví princův komoří Marinelli, jenž princi oznámí, že se plánuje již dnes svatba Emilie s hrabětem Appianim a poté se chystají opustit zemi. Marinelli tedy dostal za úkol sňatku zabránit, proto sežene Angela, který předá dalšímu sluhovi Pirrovi úkol, aby přepadl kočár s nevěstou a rodiči a zabil hraběte Appiana.
Princ neuposlechne rady komořího a neodjede na svůj letohrádek. Navštíví mši, kde vyznává lásku Emilii, ta má však strach a snaží se ho ignorovat. Zážitky pak oznámí své matce. Marinelli se ještě pokusí oznámit hraběti Appianovi princův rozkaz, aby urychleně odjel vyřešit záležitosti ohledně princova sňatku s hraběnkou Orsinou k vévodovi z Massy, Appiani však odmítne obřad odložit. Posléze je tedy vykonáno přepadení kočáru včetně vraždy hraběte. Z události je princ zděšen, ale ujímá se zachráněné Emilie a její matky.
Emiliin otec zatím přijíždí do letohrádku a v salónku se setkává s poníženou Orsinou, původní princovou družkou. Ta Marinelliho plán odhalila a předá otci dýku, aby lstivého prince zabil. Otec oznámí princi, že si přeje Emiliin odchod do kláštera, on však oponuje a svou lásku chce převézt k původnímu místu sňatku, kde mají být všichni přepadení vyslechnuti. Přestože by se neměli vyslýchaní setkat, aby nebyly ovlivněny jejich výpovědi, otec si setkání s Emilií vymůže. Ta mu oznamuje, že se prince bojí a v jeho rukách zůstat nemůže. Navrhne mu, aby ji od toho uchránil a zabil ji, což on také udělá.
Princ je celým případem zděšený a vyžene Marinelliho ze dvora.

## Myšlenky díla
Drama ukazuje neomezenou moc šlechty oproti bezbrannému poddanstvu a zamýšlí se nad tím, jaké mají být skutečné hodnoty v životě a představy o morálce. Ukazuje také tehdejší vztahy mezi mužem a ženou. Dílo je označováno za vzorový příklad žánru měšťanské tragédie i za první politickou tragédii. Na dílo odkazuje i Johann Wolfgang Goethe v knize Utrpení mladého Werthera.

## Adaptace díla

### Filmové adaptace
- Německo 1913: Emilia Galotti, (Režie: Friedrich Fehér)
- NDR 1958: Emilia Galotti, (Režie: Martin Hellberg)
- Spolková republika Německo 1960: Emilia Galotti, (Režie: Ludwig Cremer)
- Spolková republika Německo 2002: Emilia Galotti, (Režie: Michael Thalheimer)
- Německo/Švýcarsko 2005: Emilia, (Režie: Henrik Pfeifer)

### Divadelní adaptace v Česku
- Národní divadlo Brno (premiéra 2004)
- Slovácké divadlo (premiéra 2010)

### Rozhlasové adaptace
- 2015 Český rozhlas Brno, překlad: Václav Cejpek, dramaturgie a úprava textu: Hana Hložková, režie: Hana Mikolášková, hudba: David Rotter, osoby a jejich představitelé: Emilia Galotti (Lucie Schneiderová), Odoardo Galotti (Zdeněk Junák), Claudia Galotti (Ivana Plíhalová), Hettore Gonzaga, princ z Guastally (Petr Jeništa), Marinelli, komoří (Luboš Veselý), Camillo Rota, tajemník (Vladimír Hauser), Conti, malíř (Marián Chalány), hrabě Appiani (Pavel Vacek), hraběnka Orsini (Iva Pazderková), Angelo (Jiří Daniel), Pirro (Tomáš Sýkora)[1][2]